# Championnat de Namibie de football 1999
Navigation
Édition précédente Édition suivante
La saison 1999 du Championnat de Namibie de football est la huitième édition de la Premier League, le championnat de première division national namibien. Les équipes engagées sont regroupées au sein d'une poule unique où elles affrontent deux fois leurs adversaires, à domicile et à l'extérieur. En fin de saison, pour permettre le passage du championnat à 14 équipes, il n’y a pas de relégation et les deux meilleurs clubs de deuxième division sont promus.
C'est le Black Africa FC, tenant du titre, qui remporte à nouveau la compétition cette saison après avoir terminé en tête du classement, avec treize points d'avance sur Life Fighters FC et seize sur Blue Waters FC. C'est le quatrième titre de champion de Namibie de l'histoire du club.

## Participants
- Chelsea FC Grootfontein - Promu de D2
- Life Fighters FC
- Young Ones FC
- African Stars FC
- Golden Bees FC - Promu de D2
- Civics FC
- Blue Waters FC
- Oshakati City FC
- Tigers FC
- Black Africa FC
- Orlando Pirates Windhoek
- Chief Santos FC

## Compétition

### Classement
Le classement est établi sur le barème de points classique : victoire à 3 points, match nul à 1, défaite à 0.
| Rang | Équipe                   | Pts | J  | G  | N | P  | Bp | Bc | Diff |
| ---- | ------------------------ | --- | -- | -- | - | -- | -- | -- | ---- |
| 1    | Black Africa FCT         | 56  | 22 | 18 | 2 | 2  | 73 | 29 | +44  |
| 2    | Life Fighters FC         | 43  | 22 | 12 | 7 | 3  | 44 | 23 | +21  |
| 3    | Blue Waters FC           | 40  | 22 | 12 | 4 | 6  | 40 | 30 | +10  |
| 4    | Tigers FC                | 33  | 22 | 9  | 6 | 7  | 37 | 36 | +1   |
| 5    | Chief Santos FCC         | 32  | 22 | 9  | 5 | 8  | 35 | 29 | +6   |
| 6    | African Stars FC         | 30  | 22 | 8  | 6 | 8  | 31 | 21 | +10  |
| 7    | Civics FC                | 25  | 22 | 7  | 4 | 11 | 19 | 28 | -9   |
| 8    | Chelsea FC GrootfonteinP | 25  | 22 | 6  | 7 | 9  | 24 | 37 | -13  |
| 9    | Golden Bees FCP          | 22  | 22 | 5  | 7 | 10 | 33 | 45 | -12  |
| 10   | Orlando Pirates Windhoek | 22  | 22 | 5  | 7 | 10 | 30 | 42 | -12  |
| 11   | Oshakati City FC         | 22  | 22 | 6  | 4 | 12 | 23 | 46 | -23  |
| 12   | Young Ones FC            | 15  | 22 | 4  | 3 | 15 | 33 | 61 | -28  |

|  | Qualification pour la Ligue des champions de la CAF 2000                                |
|  | Qualification pour la Coupe d'Afrique des vainqueurs de coupe de football 2000          |
|  | T : Tenant du titre C : Vainqueur de la Coupe de Namibie P : Promu de deuxième division |

## Bilan de la saison
| Championnat de Namibie de football 1999                             |                            |
| Champion                                                            | Black Africa FC (4e titre) |
| Coupes et trophées                                                  |                            |
| Vainqueur de la Coupe de Namibie 1999                               | Chief Santos FC            |
| Qualifications continentales                                        |                            |
| Ligue des champions de la CAF 2000                                  | Black Africa FC            |
| Coupe d'Afrique des vainqueurs de coupe de football 2000            | Chief Santos FC            |
| Coupe de la CAF 2000                                                | Aucun                      |
| Promotions et relégations                                           |                            |
| Promus en Championnat de Namibie de football                        | Liverpool Okahandja        |
| Promus en Championnat de Namibie de football                        | Eleven Arrows FC           |
| Relégués en Championnat de Namibie de football de deuxième division | Aucun                      |